# Perui labdarúgó-válogatott
A perui labdarúgó-válogatott Peru nemzeti labdarúgócsapata, amelyet a perui labdarúgó-szövetség (spanyolul: Federación Peruana de Futból) irányít.
Hazai mérkőzéseiket általában az Estadio Nacionalban rendezik.
Peru eddigi története során négy alkalommal szerepelt világbajnokságon (1930, 1970, 1978, 1982), ahol a legjobb eredményük egy 7. hely. Annál sikeresebbek voltak a Copa Américakon ugyanis, kétszeres Copa América győztesnek mondhatják magukat (1939, 1975). A 2000-es CONCACAF-aranykupán pedig meghívottként vettek részt, ahol bronzérmet szereztek. Mindemellett két alkalommal szerepeltek még a nyári olimpiai játékokon is (1936, 1960).

## Történelem
A nemzeti tizenegy 1927-ben játszotta bemutatkozó mérkőzését a Dél-amerikai bajnokságban. Az 1930-as labdarúgó-világbajnokságon részt vettek, ahol Románia ellen 3–1-es, míg a házigazda és a későbbi világbajnok Uruguay-tól 1–0-s vereséget szenvedtek. Az 1936-os berlini olimpián az első körben legyőzték Finnországot 7–3-ra és továbbjutottak. A következő körben Ausztria volt az ellenfél, akik a torna nagy esélyesei is voltak egyben. A találkozó azonban botrányba fulladt. Történt ugyanis, hogy a mérkőzés eredetileg 4–2-es perui győzelemmel végződött. Ezt követően a dél-amerikai szurkolók egy része befutott a pályára ünnepelni, mire a döntőbírók úgy határoztak, hogy újra kell játszani a meccset. Erre a perui csapat nem volt hajlandó, így Ausztria jutott tovább, és végül második lett. A döntést a többség igazságtalannak tartotta.
Első nagy sikerüket 1939-ben érték el, amikor hazai környezetben rendezték a Copa Américát. A döntőnek is beillő mérkőzésen 2–1-re győzték le Uruguay válogatottját. Az 1949-es és az 1955-ös Copan bronzérmet szereztek, így egészen a hetvenes évekig nem igazán volt kiemelkedő eredmény, ekkor azonban egy kiváló játékosgeneráció alkotta csapat Teófilo Cubillas vezérletével sikerekre vitte a válogatottat.

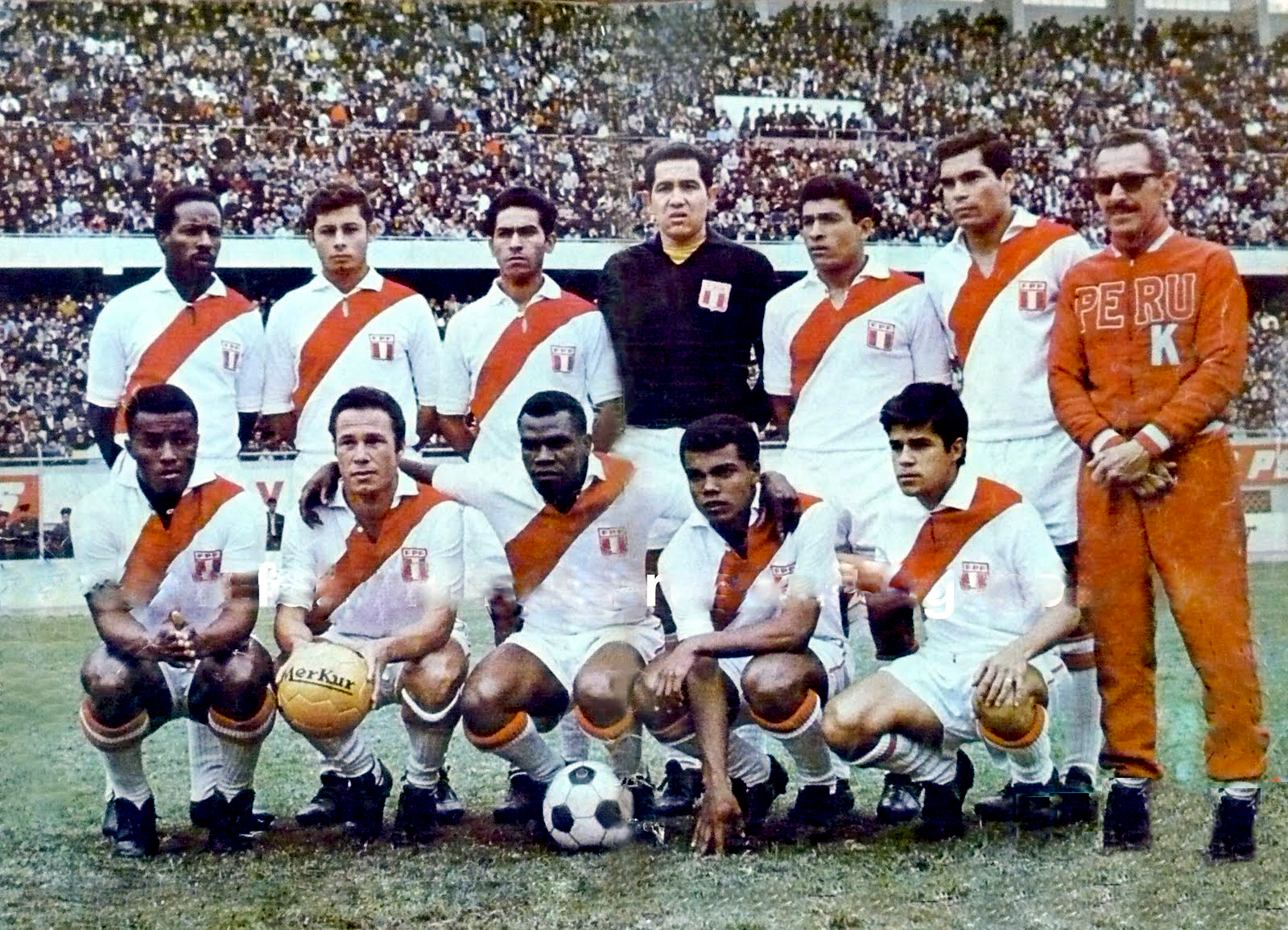
A perui válogatott 1968-ban

1964. május 24-én a válogatott hazai pályán, a limai Nemzeti Stadionban (Estadio Nacional) játszott Argentína ellen, amikor súlyos zavargás, majd tömegszerencsétlenség tört ki, s amely több száz ember életét követelte, mely a legsúlyosabb incidens mai napig a világon.
Az 1970-es mexikói vb-n 4–2–4-es formációban játszottak a peruiak. A csoportkörben Bulgária 3–2-es legyőzésével nyitottak, amit a Marokkó felett aratott 3–0-s siker követett. Az NSZK-tól ugyan 3–1-es vereséget szenvedtek, de továbbjutottak és végül a negyeddöntőben estek ki a későbbi világbajnok Brazília ellen. 1975-ben megszerezték második Copa América győzelmüket.
Az 1978-as világbajnokságot jól kezdték a peruiak. Első találkozójukon nem kis meglepetésre 3–1-re legyőzték Skóciát. Ezt követte egy Hollandia elleni 0-0 és egy 4–1-es győzelem Irán ellen. Peru csoportgyőztesként bejutott a második csoportkörbe, ahol azonban mindhárom mérkőzését elveszítette Brazília (0–3), Lengyelország (0–1) és Argentína (0–6) ellen.
1982-ben először fordult elő, hogy Peru egymás utáni két világbajnokságra sikeresen kijutott. Sok örömre azonban nem volt okuk, mivel már a csoportkör után kiestek. A világbajnoki újonc Kamerun ellen egy sovány 0–0-val kezdtek, majd a későbbi világbajnok olaszokkal szintén döntetlent játszottak (1–1). A lengyelektől pedig sima 5–1-es vereséget szenvedtek.
Mindmáig ez a világbajnokság az utolsó, amelyen Peru részt vett. Az azóta eltelt időszakban nem szerepeltek túl jól a világbajnoki selejtezőkön. A kijutáshoz legközelebb az 1998-as világbajnokság selejtezőiben álltak, amikor 25 ponttal, de rosszabb gólkülönbséggel az ötödik helyen végeztek az ugyancsak 25 pontos negyedik helyezett, de már vb-résztvevő Chile mögött.
Az 1997-es Copa Américán bejutottak az elődöntőbe és végül a negyedik helyen zártak. Meghívottként szerepeltek a 2000-es CONCACAF-aranykupán, ahol bronzérmet nyertek.
Napjaink egyik legismertebb perui játékosa kétségkívül az a Claudio Pizarro, aki 3 év után kapott újra meghívót a perui válogatott keretébe, de pechére kénytelen volt kihagyni a 2011-es Copa Américát, mivel térdsérülést szenvedett. A perui válogatott végül megszerezte a bronzérmet, Paolo Guerrero pedig 5 góljával a torna gólkirálya lett.
A 2015-ös Copa Américán ismét a harmadik helyen végeztek, miután André Carrillo és Paolo Guerrero góljaival 2–0-ra legyőzték Paraguayt.

## Nemzetközi eredmények
Copa América
- Bajnok: 2 alkalommal (1939, 1975)
- Bronzérmes: 6 alkalommal (1927, 1935, 1949, 1955, 2011, 2015)

CONCACAF-aranykupa
- Bronzérmes: 1 alkalommal (2000)

### Copa América-szereplés

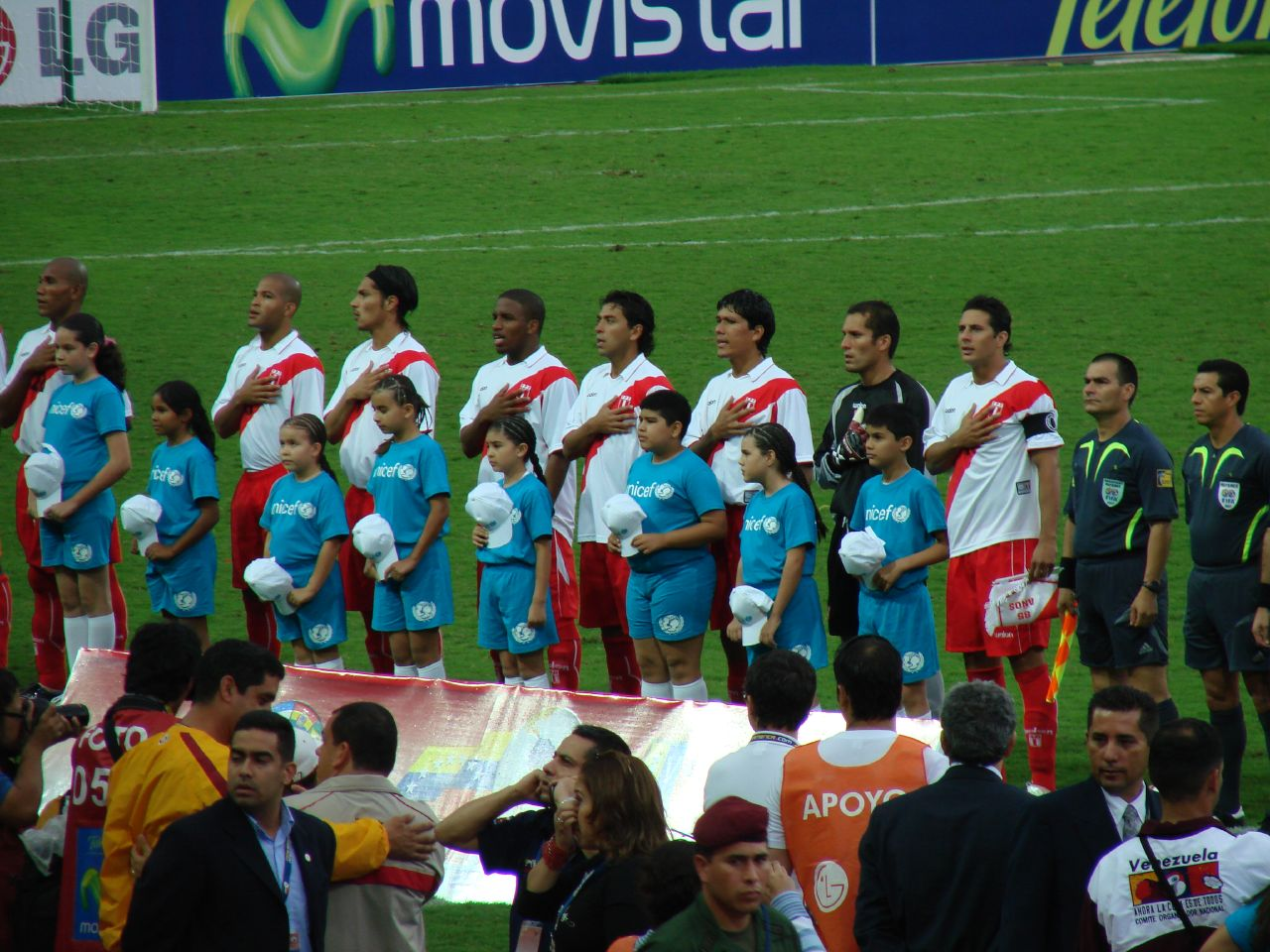
Peru válogatottja a 2007-es Copa Américán.

### Világbajnoki szereplés
| Év       | Eredmény           | Hely          | M             | GY            | D             | V             | RG            | KG            |
| -------- | ------------------ | ------------- | ------------- | ------------- | ------------- | ------------- | ------------- | ------------- |
| 1930     | Csoportkör         | 10.           | 2             | 0             | 0             | 2             | 1             | 4             |
| 1934     | Visszalépett       | Visszalépett  | Visszalépett  | Visszalépett  | Visszalépett  | Visszalépett  | Visszalépett  | Visszalépett  |
| 1938     | Nem indult         | Nem indult    | Nem indult    | Nem indult    | Nem indult    | Nem indult    | Nem indult    | Nem indult    |
| 1950     | Visszalépett       | Visszalépett  | Visszalépett  | Visszalépett  | Visszalépett  | Visszalépett  | Visszalépett  | Visszalépett  |
| 1954     | Visszalépett       | Visszalépett  | Visszalépett  | Visszalépett  | Visszalépett  | Visszalépett  | Visszalépett  | Visszalépett  |
| 1958     | Nem jutott be      | Nem jutott be | Nem jutott be | Nem jutott be | Nem jutott be | Nem jutott be | Nem jutott be | Nem jutott be |
| 1962     | Nem jutott be      | Nem jutott be | Nem jutott be | Nem jutott be | Nem jutott be | Nem jutott be | Nem jutott be | Nem jutott be |
| 1966     | Nem jutott be      | Nem jutott be | Nem jutott be | Nem jutott be | Nem jutott be | Nem jutott be | Nem jutott be | Nem jutott be |
| 1970     | Negyeddöntő        | 7.            | 4             | 2             | 0             | 2             | 9             | 9             |
| 1974     | Nem jutott be      | Nem jutott be | Nem jutott be | Nem jutott be | Nem jutott be | Nem jutott be | Nem jutott be | Nem jutott be |
| 1978     | Második csoportkör | 8.            | 6             | 2             | 1             | 3             | 7             | 12            |
| 1982     | Csoportkör         | 20.           | 3             | 0             | 2             | 1             | 2             | 6             |
| 1986     | Nem jutott be      | Nem jutott be | Nem jutott be | Nem jutott be | Nem jutott be | Nem jutott be | Nem jutott be | Nem jutott be |
| 1990     | Nem jutott be      | Nem jutott be | Nem jutott be | Nem jutott be | Nem jutott be | Nem jutott be | Nem jutott be | Nem jutott be |
| 1994     | Nem jutott be      | Nem jutott be | Nem jutott be | Nem jutott be | Nem jutott be | Nem jutott be | Nem jutott be | Nem jutott be |
| 1998     | Nem jutott be      | Nem jutott be | Nem jutott be | Nem jutott be | Nem jutott be | Nem jutott be | Nem jutott be | Nem jutott be |
| 2002     | Nem jutott be      | Nem jutott be | Nem jutott be | Nem jutott be | Nem jutott be | Nem jutott be | Nem jutott be | Nem jutott be |
| 2006     | Nem jutott be      | Nem jutott be | Nem jutott be | Nem jutott be | Nem jutott be | Nem jutott be | Nem jutott be | Nem jutott be |
| 2010     | Nem jutott be      | Nem jutott be | Nem jutott be | Nem jutott be | Nem jutott be | Nem jutott be | Nem jutott be | Nem jutott be |
| 2014     | Nem jutott be      | Nem jutott be | Nem jutott be | Nem jutott be | Nem jutott be | Nem jutott be | Nem jutott be | Nem jutott be |
| 2018     | Csoportkör         | 20.           | 3             | 1             | 0             | 2             | 2             | 2             |
| Összesen | Negyeddöntő        | 5/21          | 18            | 5             | 3             | 10            | 21            | 33            |

| Dél-Amerika bajnokság | Dél-Amerika bajnokság | Dél-Amerika bajnokság | Dél-Amerika bajnokság | Dél-Amerika bajnokság | Dél-Amerika bajnokság | Dél-Amerika bajnokság | Dél-Amerika bajnokság | Dél-Amerika bajnokság |
| Év                    | Eredmény              | Hely                  | M                     | Gy                    | D                     | V                     | RG                    | KG                    |
| --------------------- | --------------------- | --------------------- | --------------------- | --------------------- | --------------------- | --------------------- | --------------------- | --------------------- |
| 1916                  | Nem vett részt        | Nem vett részt        | Nem vett részt        | Nem vett részt        | Nem vett részt        | Nem vett részt        | Nem vett részt        | Nem vett részt        |
| 1917                  | Nem vett részt        | Nem vett részt        | Nem vett részt        | Nem vett részt        | Nem vett részt        | Nem vett részt        | Nem vett részt        | Nem vett részt        |
| 1919                  | Nem vett részt        | Nem vett részt        | Nem vett részt        | Nem vett részt        | Nem vett részt        | Nem vett részt        | Nem vett részt        | Nem vett részt        |
| 1920                  | Nem vett részt        | Nem vett részt        | Nem vett részt        | Nem vett részt        | Nem vett részt        | Nem vett részt        | Nem vett részt        | Nem vett részt        |
| 1921                  | Nem vett részt        | Nem vett részt        | Nem vett részt        | Nem vett részt        | Nem vett részt        | Nem vett részt        | Nem vett részt        | Nem vett részt        |
| 1922                  | Nem vett részt        | Nem vett részt        | Nem vett részt        | Nem vett részt        | Nem vett részt        | Nem vett részt        | Nem vett részt        | Nem vett részt        |
| 1923                  | Nem vett részt        | Nem vett részt        | Nem vett részt        | Nem vett részt        | Nem vett részt        | Nem vett részt        | Nem vett részt        | Nem vett részt        |
| 1924                  | Nem vett részt        | Nem vett részt        | Nem vett részt        | Nem vett részt        | Nem vett részt        | Nem vett részt        | Nem vett részt        | Nem vett részt        |
| 1925                  | Nem vett részt        | Nem vett részt        | Nem vett részt        | Nem vett részt        | Nem vett részt        | Nem vett részt        | Nem vett részt        | Nem vett részt        |
| 1926                  | Nem vett részt        | Nem vett részt        | Nem vett részt        | Nem vett részt        | Nem vett részt        | Nem vett részt        | Nem vett részt        | Nem vett részt        |
| 1927                  | Harmadik hely         | 3.                    | 3                     | 1                     | 0                     | 2                     | 4                     | 11                    |
| 1929                  | Negyedik hely         | 4.                    | 3                     | 0                     | 0                     | 3                     | 1                     | 12                    |
| 1935                  | Harmadik hely         | 3.                    | 3                     | 1                     | 0                     | 2                     | 2                     | 5                     |
| 1937                  | Hatodik hely          | 6.                    | 5                     | 1                     | 1                     | 3                     | 7                     | 10                    |
| 1939                  | Győztes               | 1.                    | 4                     | 4                     | 0                     | 0                     | 13                    | 4                     |
| 1941                  | Negyedik hely         | 4.                    | 4                     | 1                     | 0                     | 3                     | 5                     | 5                     |
| 1942                  | Ötödik hely           | 5.                    | 6                     | 1                     | 2                     | 3                     | 5                     | 10                    |
| 1945                  | Visszalépett          | Visszalépett          | Visszalépett          | Visszalépett          | Visszalépett          | Visszalépett          | Visszalépett          | Visszalépett          |
| 1946                  | Visszalépett          | Visszalépett          | Visszalépett          | Visszalépett          | Visszalépett          | Visszalépett          | Visszalépett          | Visszalépett          |
| 1947                  | Ötödik hely           | 5.                    | 7                     | 2                     | 2                     | 3                     | 12                    | 9                     |
| 1949                  | Harmadik hely         | 3.                    | 7                     | 5                     | 0                     | 2                     | 20                    | 13                    |
| 1953                  | Ötödik hely           | 5.                    | 6                     | 3                     | 1                     | 2                     | 4                     | 6                     |
| 1955                  | Harmadik hely         | 3.                    | 5                     | 2                     | 2                     | 1                     | 13                    | 11                    |
| 1956                  | Hatodik hely          | 6.                    | 5                     | 0                     | 1                     | 4                     | 6                     | 11                    |
| 1957                  | Negyedik hely         | 4.                    | 6                     | 4                     | 0                     | 2                     | 12                    | 9                     |
| 1959                  | Negyedik hely         | 4.                    | 6                     | 1                     | 3                     | 2                     | 10                    | 11                    |
| 1959                  | Nem vett részt        | Nem vett részt        | Nem vett részt        | Nem vett részt        | Nem vett részt        | Nem vett részt        | Nem vett részt        | Nem vett részt        |
| 1963                  | Ötödik hely           | 5.                    | 6                     | 2                     | 1                     | 3                     | 8                     | 11                    |
| 1967                  | Visszalépett          | Visszalépett          | Visszalépett          | Visszalépett          | Visszalépett          | Visszalépett          | Visszalépett          | Visszalépett          |
| Összesen              | 1 győzelem            | 15/29                 | 71                    | 28                    | 13                    | 33                    | 122                   | 138                   |

| Copa América | Copa América | Copa América | Copa América | Copa América | Copa América | Copa América | Copa América | Copa América |
| Év           | Eredmény     | Hely         | M            | Gy           | D            | V            | RG           | KG           |
| ------------ | ------------ | ------------ | ------------ | ------------ | ------------ | ------------ | ------------ | ------------ |
| 1975         | Győztes      | 1.           | 9            | 6            | 1            | 2            | 14           | 7            |
| 1979         | Elődöntő     | 4.           | 2            | 0            | 1            | 1            | 1            | 2            |
| 1983         | Elődöntő     | 3.           | 6            | 2            | 3            | 1            | 7            | 6            |
| 1987         | Csoportkör   | 6.           | 2            | 0            | 2            | 0            | 2            | 2            |
| 1989         | Csoportkör   | 8.           | 4            | 0            | 3            | 1            | 4            | 7            |
| 1991         | Csoportkör   | 8.           | 4            | 1            | 0            | 3            | 9            | 9            |
| 1993         | Negyeddöntő  | 7.           | 4            | 1            | 2            | 1            | 4            | 5            |
| 1995         | Csoportkör   | 10.          | 3            | 0            | 1            | 2            | 2            | 2            |
| 1997         | Elődöntő     | 4.           | 6            | 3            | 0            | 3            | 5            | 11           |
| 1999         | Negyeddöntő  | 6.           | 4            | 2            | 1            | 1            | 7            | 6            |
| 2001         | Negyeddöntő  | 8.           | 4            | 1            | 1            | 2            | 4            | 8            |
| 2004         | Negyeddöntő  | 7.           | 4            | 1            | 2            | 1            | 7            | 6            |
| 2007         | Negyeddöntő  | 7.           | 4            | 1            | 1            | 2            | 5            | 8            |
| 2011         | Elődöntő     | 3.           | 6            | 3            | 1            | 2            | 8            | 5            |
| 2015         | Elődöntő     | 3.           | 6            | 3            | 1            | 2            | 8            | 5            |
| 2016         | Negyeddöntő  | 5.           | 4            | 2            | 1            | 1            | 4            | 2            |
| 2019         | Döntős       | 2.           | 5            | 2            | 2            | 3            | 10           | 14           |
| 2021         | Elődöntő     | 4.           | 6            | 2            | 2            | 2            | 7            | 9            |
| Összesen     | 1 győzelem   | 18/18        | 77           | 27           | 24           | 28           | 98           | 99           |

## A válogatott szerelése
| 1927 | 1930 | 1935 | 1936 | 1967 - |

## Jelenlegi keret
A  2019-es Copa Américára nevezett 23 fős keret.
A pályára lépések és gólok száma a  Kolumbia elleni 2019. június 9-én mérkőzés után lett frissítve.
| Szám | Poszt | Név                 | Születési dátum / Kor          | Válogatottság | Gólok | Klub                      |
| ---- | ----- | ------------------- | ------------------------------ | ------------- | ----- | ------------------------- |
| 1    | K     | Pedro Gallese       | 1990. április 23. (34 éves)    | 51            | 0     | Alianza Lima              |
| 12   | K     | Carlos Cáceda       | 1991. szeptember 27. (33 éves) | 6             | 0     | Melgar                    |
| 21   | K     | Patricio Álvarez    | 1994. január 24. (31 éves)     | 0             | 0     | Sporting Cristal          |
| 2    | V     | Luis Abram          | 1996. február 27. (29 éves)    | 9             | 0     | Vélez Sarsfield           |
| 3    | V     | Aldo Corzo          | 1989. május 20. (35 éves)      | 29            | 0     | Universitario             |
| 4    | V     | Anderson Santamaría | 1992. január 10. (33 éves)     | 12            | 0     | Atlas                     |
| 5    | V     | Miguel Araujo       | 1994. október 24. (30 éves)    | 15            | 0     | Talleres                  |
| 6    | V     | Miguel Trauco       | 1992. augusztus 25. (32 éves)  | 39            | 0     | Flamengo                  |
| 17   | V     | Luis Advíncula      | 1990. március 2. (35 éves)     | 79            | 1     | Rayo Vallecano            |
| 15   | V     | Carlos Zambrano     | 1989. július 10. (35 éves)     | 42            | 4     | Basel                     |
| 22   | V     | Alexander Callens   | 1992. május 4. (32 éves)       | 14            | 1     | New York City             |
| 7    | KP    | Josepmir Ballón     | 1988. március 21. (37 éves)    | 47            | 0     | Universidad de Concepción |
| 8    | KP    | Christian Cueva     | 1991. november 23. (33 éves)   | 56            | 10    | Santos                    |
| 13   | KP    | Renato Tapia        | 1995. július 28. (29 éves)     | 43            | 3     | Willem II                 |
| 16   | KP    | Jesús Pretell       | 1999. március 26. (26 éves)    | 1             | 0     | Sporting Cristal          |
| 19   | KP    | Yoshimar Yotún      | 1990. április 7. (34 éves)     | 86            | 2     | Cruz Azul                 |
| 20   | KP    | Edison Flores       | 1994. május 15. (30 éves)      | 43            | 11    | Morelia                   |
| 23   | KP    | Christofer Gonzáles | 1992. október 12. (32 éves)    | 12            | 1     | Sporting Cristal          |
| 9    | CS    | José Paolo Guerrero | 1984. január 1. (41 éves)      | 93            | 35    | Internacional             |
| 10   | CS    | Jefferson Farfán    | 1984. október 26. (40 éves)    | 90            | 26    | Lokomotiv Moszkva         |
| 11   | CS    | Raúl Ruidíaz        | 1990. július 25. (34 éves)     | 39            | 4     | Seattle Sounders          |
| 14   | CS    | Andy Polo           | 1994. szeptember 29. (30 éves) | 26            | 1     | Portland Timbers          |
| 18   | CS    | André Carrillo      | 1991. június 14. (33 éves)     | 60            | 6     | el-Hilál                  |

## Válogatottsági rekordok
Az adatok 2016. november 15. állapotoknak felelnek meg.
- A még aktív játékosok félkövérrel vannak megjelölve.

| #  | Játékos            | Időszak   | Vál. | Gól |
| -- | ------------------ | --------- | ---- | --- |
| 1. | Roberto Palacios   | 1992–2012 | 128  | 19  |
| 2. | Héctor Chumpitaz   | 1965–1981 | 105  | 3   |
| 3. | Jorge Soto         | 1992–2005 | 101  | 9   |
| 4. | Juan José Jayo     | 1994–2008 | 97   | 1   |
| 5. | Nolberto Solano    | 1994–2008 | 95   | 20  |
| 6. | Rubén Toribio Díaz | 1972–1985 | 89   | 2   |
| 7. | Claudio Pizarro    | 1999–     | 85   | 20  |
| 8. | Juan Reynoso       | 1986–2000 | 84   | 5   |
| 9. | Percy Olivares     | 1987–2001 | 83   | 1   |
| 9. | José Velásquez     | 1972–1985 | 82   | 12  |

| #   | Játékos           | Időszak   | Gól | Vál. |
| --- | ----------------- | --------- | --- | ---- |
| 1.  | Paolo Guerrero    | 2004–     | 28  | 77   |
| 2.  | Teófilo Cubillas  | 1968–1982 | 26  | 81   |
| 3.  | Teodoro Fernández | 1935–1947 | 24  | 32   |
| 4.  | Jefferson Farfán  | 2003–     | 22  | 75   |
| 5.  | Claudio Pizarro   | 1999–     | 20  | 85   |
| 5.  | Nolberto Solano   | 1994–2008 | 20  | 95   |
| 7.  | Roberto Palacios  | 1992–2012 | 19  | 128  |
| 8.  | Hugo Sotil        | 1970–1978 | 18  | 62   |
| 9.  | Oswaldo Ramírez   | 1969–1982 | 17  | 57   |
| 10. | Franco Navarro    | 1980–1989 | 16  | 56   |

### Ismert játékosok
- Héctor Chumpitaz
- Teófilo Cubillas
- Jefferson Farfán
- José Paolo Guerrero
- Roberto Palacios
- Nolberto Solano
- Claudio Pizarro
- Teodoro Fernández
- Alberto Terry
- Roberto Challe
- Hugo Sotil
- César Cueto
- Jorge Soto
- Juan Reynoso
- José "Puma" Carranza
- Flavio Maestri
- Germán Carty
- Roberto Martínez Tudela
- Franco Navarro
- Julio César Uribe
- Eugenio la Rosa
- Gerónimo Barbadillo
- Juan Carlos Oblitas
- Ramón "El Loco" Quiroga
- Alejandro Villanueva
- Alberto Gallardo
- Nicolás Fuentes
- Ramón Mifflin
- Pedro León
- Julio Baylón
- Oswaldo "Cachito" Ramirez
- José "Chemo" del Solar
- Juan Manuel Vargas
- Germán Leguía